# Brycen Goodine
Brycen Goodine (nacido el 29 de septiembre de 1999 en New Bedford (Massachusetts), Estados Unidos) es un jugador de baloncesto de nacionalidad estadounidense. Con 1,93 de estatura, juega en la posición de base. Actualmente es jugador del Oviedo Club Baloncesto de la Primera FEB.

## Trayectoria
Goodine es un base formado en el St. Andrew's High School de Barrington en Rhode Island hasta 2019, cuando ingresó en la Universidad de Siracusa en Siracusa, Nueva York, donde jugaría durante una temporadas la NCAA con los Syracuse Orange.
En 2020 ingresa en el Providence College, situado en Providence, Rhode Island, donde jugaría durante dos temporadas la NCAA con los Providence Friars, desde 2020 a 2022.
En 2022 ingresa en la Universidad de Fairfield, institución académica ubicada en Fairfield, Connecticut, donde jugaría durante dos temporadas la NCAA con los Fairfield Stags, desde 2022 a 2024.
En 2024, disputa su último año universitario volviendo a cambiar de Universidad, esta vez forma parte de la Universidad de Oklahoma, situada en la ciudad de Norman, Oklahoma, donde jugaría durante la temporada 2024-25 la NCAA con los Oklahoma Sooners, donde promedió más de 8 puntos por partido, con un porcentaje cercano al 43 % de acierto desde la línea de tres puntos.
El 15 de agosto de 2025, firma por el Oviedo Club Baloncesto de la Primera FEB.